# Stația de metrou Bajcsy-Zsilinszky út (Budapesta)
Bajcsy-Zsilinszky út este o stație de metrou situată pe magistrala M1 (Millennium) din Budapesta. A fost numită după Endre Bajcsy-Zsilinszky, un mebru al Partidului Micilor Proprietari Independenți din Ungaria și lider al rezistenței ce a fost executat spre sfârșitul celui de-al doilea război mondial. Aceasta a fost numită anterior Váczy körút.

## Tempi de parcurs
| Linia | Stația          | Timpul |
| M1    | Vörösmarty tér  | 2 min  |
| M1    | Deák Ferenc tér | 1 min  |
| M1    | Mexikói út      | 9 min  |